# Bamileke
Bamikele är en av de största folkgrupperna i Kamerun. Deras ursprungliga hemvist var på savannen och på bergssidorna i västra Kamerun, där de odlade majs, kolanötter och kaffe. Hög befolkningstäthet har dock lett till att många har tvingats lämna landsbygden. I städer som Douala och Yaoundé ägnar de sig bland annat åt transport, handel, bar- och hotellverksamhet. De är också kända som duktiga hantverkare (träsnideri, vävning, textilfärgning och pärlarbeten). Deras ekonomiska företagsamhet har ibland orsakat konflikter med andra etniciteter i städerna.
Ursprungligen organiserades bamileke i omkring 90 hövdingadömen, vart och ett lett av en fo (hövding). Namnet bamileke används nu om alla de som ingick i dessa hövdingadömen, inklusive bamendafolket, och alla talar besläktade bantuspråk. Enligt uppgifter hämtade 2023 uppgår de till omkring 3,5 miljoner människor.
Majoriteten av befolkningen är anhängare av en traditionell religion som inkluderar förfädersdyrkan även om en del konverterat till islam eller kristendom.